# Seznam dílů seriálu Poslední loď
Toto je seznam dílů seriálu Poslední loď.

## Přehled řad
| Řada | Díly | Premiéra v USA  | Premiéra v USA     | Premiéra v ČR      | Premiéra v ČR     |
| Řada | Díly | První díl       | Poslední díl       | První díl          | Poslední díl      |
| ---- | ---- | --------------- | ------------------ | ------------------ | ----------------- |
| 1    | 10   | 22. června 2014 | 24. srpna 2014     | 15. února 2016     | 18. dubna 2016    |
| 2    | 13   | 21. června 2015 | 6. září 2015       | 6. července 2016   | 12. října 2016    |
| 3    | 13   | 19. června 2016 | 11. září 2016      | 24. listopadu 2018 | 5. ledna 2019     |
| 4    | 10   | 20. srpna 2017  | 8. října 2017      | 6. ledna 2019      | 9. února 2019     |
| 5    | 10   | 9. září 2018    | 11. listopadu 2018 | 5. října 2019      | 3. listopadu 2019 |

## Seznam dílů

### První řada (2014)
| Č. v seriálu | Č. v řadě | Původní název                  | Český název                      | Režie                | Scénář                            | Premiéra v USA    | Premiéra v ČR   |
| ------------ | --------- | ------------------------------ | -------------------------------- | -------------------- | --------------------------------- | ----------------- | --------------- |
| 1            | 1         | Phase Six                      | Fáze šest                        | Jonathan Mostow      | Hank Steinberg a Steven Kane      | 22. června 2014   | 15. února 2016  |
| 2            | 2         | Welcome to Gitmo               | Vítejte v Gitmu                  | Jack Bender          | Hank Steinberg a Josh Schaer      | 29. června 2014   | 22. února 2016  |
| 3            | 3         | Dead Reckoning                 | Počítání mrtvých                 | Jack Bender          | Steven Kane                       | 6. července 2014  | 29. února 2016  |
| 4            | 4         | We'll Get There                | Žízeň                            | Jack Bender          | Quinton Peeples                   | 13. července 2014 | 7. března 2016  |
| 5            | 5         | El Toro                        | El Toro                          | Paul Holahan         | Hank Steinberg a Cameron Welsh    | 20. července 2014 | 14. března 2016 |
| 6            | 6         | Lockdown                       | Karanténa                        | Sergio Mimica-Gezzan | Hank Steinberg                    | 27. července 2014 | 21. března 2016 |
| 7            | 7         | SOS                            | SOS                              | Michael Katleman     | Jessica Butler a Jill Blankenship | 3. srpna 2014     | 28. března 2016 |
| 8            | 8         | Two Sailors Walk Into a Bar... | Do baru přijdou dva námořníci... | Michael Katleman     | Josh Schaer a Cameron Welsh       | 10. srpna 2014    | 4. dubna 2016   |
| 9            | 9         | Trials                         | Testy                            | Jack Bender          | Onalee Hunter Hughes              | 17. srpna 2014    | 11. dubna 2016  |
| 10           | 10        | No Place Like Home             | Všude dobře, doma nejlíp         | Brad Turner          | Steven Kane                       | 24. srpna 2014    | 18. dubna 2016  |

### Druhá řada (2015)
| Č. v seriálu | Č. v řadě | Původní název        | Český název              | Režie                | Scénář                            | Premiéra v USA    | Premiéra v ČR     |
| ------------ | --------- | -------------------- | ------------------------ | -------------------- | --------------------------------- | ----------------- | ----------------- |
| 11           | 1         | Unreal City          | Město zatracených        | Jack Bender          | Hank Steinberg a Steven Kane      | 21. června 2015   | 6. července 2016  |
| 12           | 2         | Fight the Ship       | Vzpoura                  | Jack Bender          | Hank Steinberg a Steven Kane      | 21. června 2015   | 13. července 2016 |
| 13           | 3         | It's Not a Rumor     | Nejsou to fámy           | Tim Matheson         | Hank Steinberg                    | 28. června 2015   | 20. července 2016 |
| 14           | 4         | Solace               | Solace                   | Sergio Mimica-Gezzan | Steven Kane                       | 5. července 2015  | 27. července 2016 |
| 15           | 5         | Achilles             | Achilles                 | Jack Bender          | Mark Malone                       | 12. července 2015 | 3. srpna 2016     |
| 16           | 6         | Long Day's Journey   | Dlouhá cesta             | Paul Holahan         | Steven Kane                       | 19. července 2015 | 10. srpna 2016    |
| 17           | 7         | Alone and Unafraid   | Sami a beze strachu      | Nelson McCormick     | Jill Blankenship a Jessica Butler | 26. července 2015 | 17. srpna 2016    |
| 18           | 8         | Safe Zone            | Bezpečná zóna            | Hank Steinberg       | Hank Steinberg                    | 2. srpna 2015     | 24. srpna 2016    |
| 19           | 9         | Uneasy Lies the Head | Další nejistota          | Peter Weller         | Nic Van Zeebroeck                 | 9. srpna 2015     | 7. září 2016      |
| 20           | 10        | Friendly Fire        | Střelba do vlastních řad | Mario Van Peebles    | Onalee Hunter Hughes              | 16. srpna 2015    | 14. září 2016     |
| 21           | 11        | Valkyrie             | Valkýra                  | Olatunde Osunsanmi   | Steven Kane                       | 23. srpna 2015    | 21. září 2016     |
| 22           | 12        | Cry Havoc            | Námořní bitva            | Greg Beeman          | Mark Malone a Nic Van Zeebroeck   | 30. srpna 2015    | 5. října 2016     |
| 23           | 13        | A More Perfect Union | Ještě větší jednota      | Jack Bender          | Anne Cofell-Saunders              | 6. září 2015      | 12. října 2016    |

### Třetí řada (2016)
| Č. v seriálu | Č. v řadě | Původní název    | Český název        | Režie            | Scénář                                  | Premiéra v USA    | Premiéra v ČR      |
| ------------ | --------- | ---------------- | ------------------ | ---------------- | --------------------------------------- | ----------------- | ------------------ |
| 24           | 1         | The Scott Effect | Scottův efekt      | Michael Katleman | Steven Kane                             | 19. června 2016   | 24. listopadu 2018 |
| 25           | 2         | Rising Sun       | Vycházející slunce | Michael Katleman | Hank Steinberg                          | 19. června 2016   | 26. listopadu 2018 |
| 26           | 3         | Shanzhai         | Shanzhai           | Paul Holahan     | Jorge Zamacona                          | 26. června 2016   | 1. prosince 2018   |
| 27           | 4         | Devil May Care   | Lehkomyslnost      | Paul Holahan     | Nic Van Zeebroeck                       | 3. července 2016  | 2. prosince 2018   |
| 28           | 5         | Minefield        | Minové pole        | Peter Weller     | Mark Malone                             | 10. července 2016 | 8. prosince 2018   |
| 29           | 6         | Dog Day          | Den pod psa        | Michael Nankin   | Jill Blankenship a Onalee Hunter Hughes | 17. července 2016 | 9. prosince 2018   |
| 30           | 9         | In the Dark      | Do temnoty         | Steven Kane      | Katie Swain                             | 24. července 2016 | 16. prosince 2018  |
| 31           | 8         | Sea Change       | Změna kurzu        | Jennifer Lynch   | Sarah H. Haught                         | 31. července 2016 | 16. prosince 2018  |
| 32           | 9         | Eutopia          | Paraiso            | Paul Holahan     | Jorge Zamacona                          | 14. srpna 2016    | 23. prosince 2018  |
| 33           | 10        | Scuttle          | Útěk               | Mairzee Almas    | Ira Parker                              | 21. srpna 2016    | 23. prosince 2018  |
| 34           | 11        | Legacy           | Odkaz              | Paul Holahan     | Hiram Martinez                          | 28. srpna 2016    | 29. prosince 2018  |
| 35           | 12        | Resistance       | Odpor              | Anton Cropper    | Mark Malone a Nic Van Zeebroeck         | 4. září 2016      | 30. prosince 2018  |
| 36           | 13        | Don't Look Back  | Neohlížej se       | Peter Weller     | Jill Blankenship a Onalee Hunter Hughes | 11. září 2016     | 5. ledna 2019      |

### Čtvrtá řada (2017)
| Č. v seriálu | Č. v řadě | Původní název            | Český název            | Režie        | Scénář                                                                      | Premiéra v USA | Premiéra v ČR  |
| ------------ | --------- | ------------------------ | ---------------------- | ------------ | --------------------------------------------------------------------------- | -------------- | -------------- |
| 37           | 1         | In Media Res             | Do středu dění         | Paul Holahan | Steven Kane                                                                 | 20. srpna 2017 | 6. ledna 2019  |
| 38           | 2         | The Pillars of Hercules  | Héraklovy sloupy       | Reza Tabrizi | Onalee Hunter                                                               | 20. srpna 2017 | 12. ledna 2019 |
| 39           | 3         | Bread and Circuses       | Chléb a hry            | Bobby Roth   | Ira Parker                                                                  | 27. srpna 2017 | 13. ledna 2019 |
| 40           | 4         | Nostos                   | Shledání               | Kenneth Fink | Jill Blankenship                                                            | 3. září 2017   | 19. ledna 2019 |
| 41           | 5         | Allegiance               | Oddanost               | Steven Kane  | Michael Sussman                                                             | 10. září 2017  | 20. ledna 2019 |
| 42           | 6         | Tempest                  | Bouřka                 | Peter Weller | Katie Swain                                                                 | 17. září 2017  | 27. ledna 2019 |
| 43           | 7         | Feast                    | Hostina                | Bill Roe     | Hiram Martinez                                                              | 24. září 2017  | 27. ledna 2019 |
| 44           | 8         | Lazaretto                | Temný plán             | Paul Holahan | námět: Sean Cook scénář: Jill Blankenship                                   | 1. října 2017  | 2. února 2019  |
| 45           | 9         | Detect, Deceive, Destroy | Najít, oklamat, zničit | Lukas Ettlin | námět: Onalee Hunter Hughes a Jill Blankenship scénář: Onalee Hunter Hughes | 8. října 2017  | 4. února 2019  |
| 46           | 10        | Endgame                  | Konec hry              | Peter Weller | Hiram Martinez a Ira Parker                                                 | 8. října 2017  | 9. února 2019  |

### Pátá řada (2018)
| Č. v seriálu | Č. v řadě | Původní název    | Český název     | Režie        | Scénář                                  | Premiéra v USA     | Premiéra v ČR     |
| ------------ | --------- | ---------------- | --------------- | ------------ | --------------------------------------- | ------------------ | ----------------- |
| 47           | 1         | Casus Belli      | Vyhlášení války | Paul Holahan | Steven Kane                             | 9. září 2018       | 5. října 2019     |
| 48           | 2         | Fog of War       | Válečná mlha    | Jann Turner  | Jill Blankenship                        | 16. září 2018      | 6. října 2019     |
| 49           | 3         | El Puente        | Most            | Bill Roe     | Mark Malone                             | 23. září 2018      | 12. října 2019    |
| 50           | 4         | Tropic of Cancer | Obratník Raka   | Bud Kremp    | Katie Swain                             | 30. září 2018      | 13. října 2019    |
| 51           | 5         | Warriors         | Bojovníci       | Peter Weller | Jill Blankenship a Onalee Hunter Hughes | 7. října 2018      | 19. října 2019    |
| 52           | 6         | Air Drop         | Výsadek         | Paul Holahan | Ira Parker                              | 14. října 2018     | 20. října 2019    |
| 53           | 7         | Somos la Sangre  | My jsme krev    | Peter Weller | Hiram Martinez                          | 21. října 2018     | 26. října 2019    |
| 54           | 8         | Honor            | Čest            | Paul Holahan | Onalee Hunter Hughes                    | 28. října 2018     | 27. října 2019    |
| 55           | 9         | Courage          | Odvaha          | Peter Weller | Mark Malone a Katie Swain               | 4. listopadu 2018  | 2. listopadu 2019 |
| 56           | 10        | Commitment       | Oddanost        | Steven Kane  | Steven Kane                             | 11. listopadu 2018 | 3. listopadu 2019 |